# Шоке, Виктор
Виктор Шоке (фр. Victor Chocquet; 19 декабря 1821, Лилль — 7 апреля 1891, Париж) — французский коллекционер, меценат, пропагандист импрессионизма.

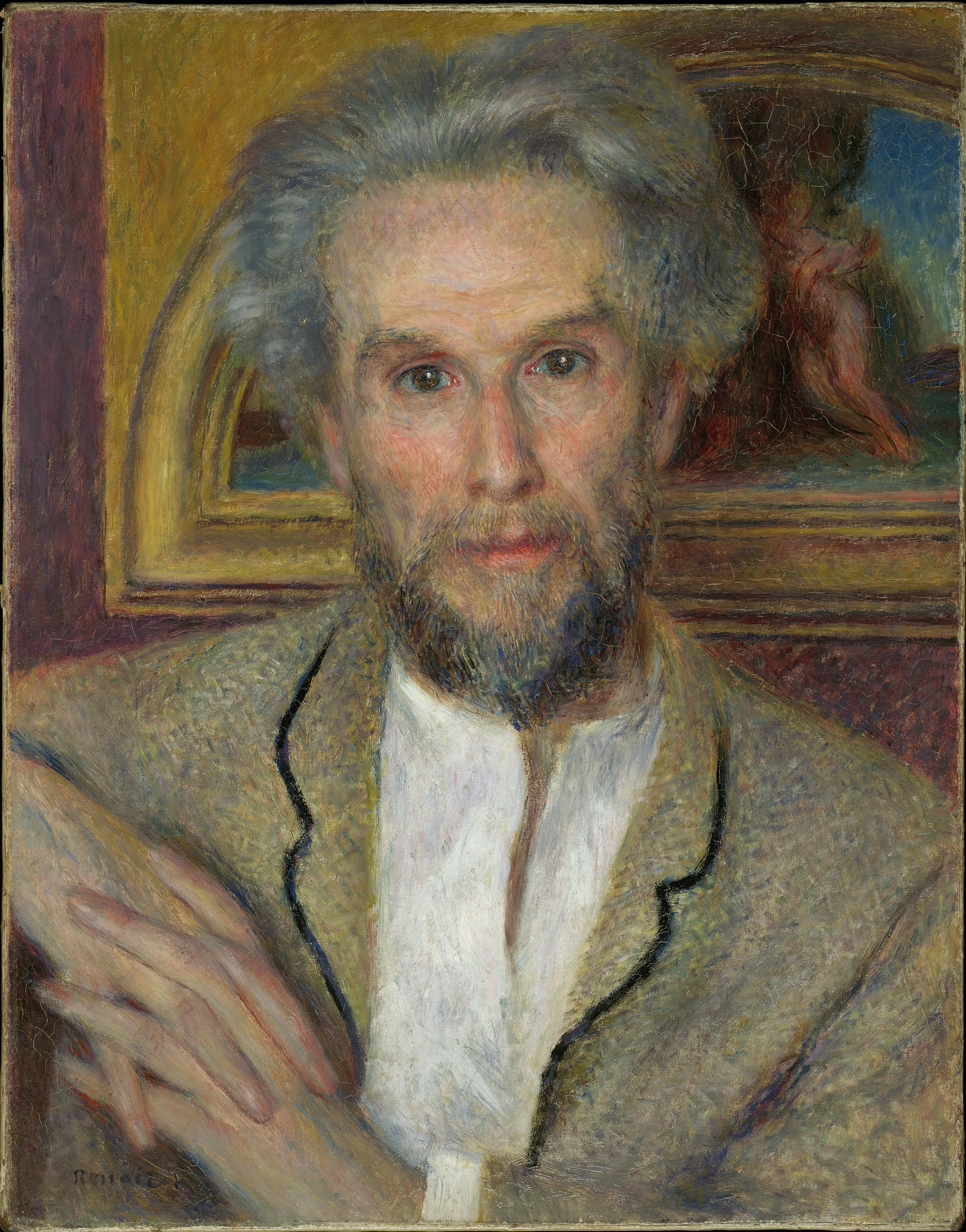
Огюст Пьер Ренуар, Портрет Виктора Шоке, 1876, Гарвардский художественный музей

## Биография
Родился в Лилле, в богатой семье шелкопрядов. В юности, начал покупать картины (художников Эжена Делакруа, Оноре Домье, Густава Курбе и других), мебель и фарфор. В 1875 году, посетил выставку импрессионистов в отеле Друо. Подружился с Ренуаром, который нарисовал его жену и их дочь Марию-Софию, которая умерла в пятилетнем возрасте. Был поклонником творчества Поля Сезанна и защищал его картины на выставках. После выхода на пенсию, в 1882 году, приобрёл дом в Хаттэнвилле. Всего в своей коллекции, у него было 32 картины Поля Сезанна.  
В Париже, Шоке жил на улице Риволи, где его квартира выходила в сад Тюильри. В конце жизни, переехал в особняк XVIII века на улице Монсиньо.
Скончался 7 апреля 1891 года в Париже.